# ستيف مايج
ستيف مايج (بالإنجليزية: Steve Madge)‏ هو عالم طيور بريطاني، ولد في 15 يناير 1948 في توربوينت ‏ في المملكة المتحدة.